# Studio Filmowe Dom
Studio Filmowe Dom (pierwotnie Zespół Twórców Filmowych „Dom”) – istniejące w latach 1986–1999 polskie studio filmowe, założone w ramach Studia Filmowego im. Karola Irzykowskiego celem produkcji filmów absolwentów Wydziału Radia i Telewizji Uniwersytetu Śląskiego. Początkowo jego szefem był Janusz Zaorski; w 1988 roku „Dom” odseparował się od Studia Filmowego im. Karola Irzykowskiego, a po transformacji ustrojowej studiem kierował Filip Bajon. Studio było odpowiedzialne za produkcję takich filmów, jak Piłkarski poker (1988) Zaorskiego, Sauna (1992) i Poznań 56 (1996) Bajona oraz Akwarium (1995) Antoniego Krauzego. W latach 1999–2010 trwał proces jego formalnej likwidacji, zakończony na mocy zarządzenia Ministerstwa Kultury i Dziedzictwa Narodowego.